# Соэйма
Соэ́йма (порт. Soeima) — бывший район (фрегезия) в Португалии, входил в округ Браганса. Являлся составной частью муниципалитета Алфандега-да-Фе. По старому административному делению входил в провинцию Траз-уш-Монтиш и Алту-Дору. Входил в экономико-статистический субрегион Алту-Траз-уш-Монтиш, который входит в Северный регион. Население составляло 180 человек на 2001 год. Занимал площадь 10,91 км².
При реорганизации 2012-2013 годов был объединён с Жебелином.
Покровителем района считается Пелагий Кордовский (порт. São Pelágio). 